# Alfonso Rodríguez
Alfonso (o Alonso) Rodríguez (Segovia, 25 luglio 1531 – Palma di Maiorca, 31 ottobre 1617) è stato un gesuita spagnolo.
Venne proclamato santo da papa Leone XIII nel 1888.

## Biografia
Entrò come fratello laico nella Compagnia di Gesù nel 1573, dopo la morte della moglie e dei figli e la perdita di tutti i beni: assegnato alla casa dell'Ordine di Palma, vi trascorse il resto della sua vita attendendo all'ufficio di portinaio.
Ha lasciato numerosi scritti mistici e spirituali, raccolti e pubblicati tra il 1885 ed il 1887.

## Il culto
Papa Leone XII ne autorizzò la beatificazione con il breve del 20 maggio 1825: venne canonizzato da Leone XIII il 15 gennaio 1888.
Memoria liturgica il 30 ottobre (presso i gesuiti il 31).